# Евгения Василева
Евгения Василева Русчева е българска лекарка, невроложка, професор, началник на Клиника за интензивно лечение на нервни болести при УМБАЛ „Царица Йоанна – ИСУЛ“.

## Биография
Завършва медицина в Медицинския университет в Плевен през 1986 г. В периода 1986 – 1989 г. работи като ординатор в неврологично отделение на Районна болница гр. Бяла Слатина. През 1990 г. е назначена за асистент в Клиниката по неврология на УМБАЛ „Царица Йоанна – ИСУЛ“. 
Има сертификат за владеене на екстракраниална, транскраниална и цветна дуплекс доплерова сонография. Специализира в лаборатория по невросонология на Клиника по неврология, Университетската болница, Женева; Клиниката по неврология в болница „Pitie Salpetriere“, Париж, Франция; обучава се в рамките на 6th European Stroke Summer school, Хелзинки, Финландия, под ръководството на проф. Markku Kaste EUSI: (European Stroke Council; European Federation of Neurological Societies; European Neurological Society). 
През 2000 г. придобива образователната и научна степен „доктор“ с дисертационен труд на тема „Трансканиално доплерово мониториране на микроемболични сигнали при болни с атеросклероза на вътрешната сънна артерия“. През 2006 г. след конкурс е избрана за доцент, а през 2015 г. – за професор.. От 2014 г. е доктор на медицинските науки с дисертационен труд на тема „Невросонологични проучвания при каротидна атеросклероза и исхемичен мозъчен инсулт“.